# 대한민국 청소년보호위원회
대한민국 청소년보호위원회(大韓民國靑少年保護委員會, Commission on Youth Protection)는 대한민국의 옛 중앙행정기관이다. 여성가족부 소속 위원회로서 문화체육부 소속 위원회로 발족하여, 1998년 2월 27일 국무총리 소속 중앙행정기관으로 변경되었다가, 2005년 4월 27일 청소년위원회가 발족되면서 폐지된 중앙행정기관이었다.
2008년 2월 29일 국가청소년위원회 설치된 보건복지가족부 소관의 행정위원회로 다시 전환되면서, 부처 소속의 행정위원회로 부활하여, 현재 여성가족부 소속 위원회로 존속하고 있다.

## 주요 기능
국가청소년위원회에서 밝히고 있는 주요 기능은 다음과 같다.
- 청소년 상담 및 선도, 보호
- 청소년 유해환경, 유해매체에 대한 조사 및 연구, 규제
- 청소년 유해매체, 업소, 약물, 물건으로부터의 청소년 보호 및 예방
- 청소년의 성보호 및 성범죄 피해 청소년의 재활 지원
- 각종 유해환경 및 유해행위에 대한 신고 접수 및 처리
- 청소년보호와 관련된 사항에 관한 대국민 홍보 및 관련단체, 시민운동 지원

## 연혁
- 1997년 7월 - 청소년보호법의 제정·시행과 함께 청소년보호위원회가 문화체육부에 설치.
- 1998년 2월 27일 - 조직개편에 따라 문화체육부 청소년보호위원회는 국무총리 소속 중앙행정기관으로 변경, 청소년국은 문화관광부 소속으로 개편
- 2005년 4월 27일 - 문화관광부 청소년국과 청소년보호위원회를 통합하여 국무총리 청소년위원회가 탄생.
- 2006년 3월 30일 - 국가청소년위원회로 명칭을 변경.
- 2008년 2월 29일 - 보건복지가족부 산하 행정위원회인 청소년보호위원회로 부활.

## 역대 정·부위원장

### 청소년보호위원회 위원장
| 공화국                | 대수  | 이름           | 임기                              | 출신지      | 출신학교          | 비고                                      |
| --------------------- | ----- | -------------- | --------------------------------- | ----------- | ----------------- | ----------------------------------------- |
| 문민 정부 국민의 정부 | 초대  | 강지원(姜智遠) | 1997년 7월 5일 ~ 2000년 7월 4일   | 전남 완도   | 경남대학교 대학원 | 전주지검 검사&서울지검 검사               |
| 국민의 정부           | 제2대 | 김성이(金聖二) | 2000년 8월 22일 ~ 2002년 2월 19일 | 평북 신의주 | 서울대            | 한국청소년학회 회장&한국사회복지학회 회장 |
| 국민의 정부·참여 정부 | 제3대 | 이승희(李承姬) | 2002년 2월 20일 ~ 2004년 1월 15일 | 서울        | 서울대            | 청와대 여성정책비서관&제17대 국회의원     |
| 참여 정부             | 제4대 | 임선희(林善姬) | 2004년 3월 29일 ~ 2005년 4월 26일 | 서울        | 이화여대          | 충남대학교 교육학과 교수                  |

## 같이 보기
- 여성가족부
  - 청소년보호위원회
- 청소년위원회
- 한국청소년상담복지개발원 (부산광역시 해운대구 소재)
- 청소년상담사
- 청소년증